# Carlos Villanueva Rolland
Carlos Villanueva (* 5. Februar 1986 in La Serena) ist ein chilenischer Fußballspieler.

## Spielerkarriere

### National
Carlos Villanueva begann seine Karriere als Profifußballer in seiner Heimatstadt bei Deportes La Serna. Im Jahr 2004, im Alter von 18 Jahren, wechselte er zum chilenischen Spitzenteam Audax Italiano, wo er schnell Stammspieler und Leistungsträger innerhalb der Mannschaft wurde.
Eigentlich war ein Verkauf Villanuevas an den spanischen Zweitligisten Real Sociedad im Sommer 2008 beschlossene Sache. Da jedoch die Spanier in finanzielle Schwierigkeiten kamen, musste von der Verpflichtung Abstand gekommen werden. Schließlich wurde Villanueva für ein Jahr an den englischen Premier-League-Club Blackburn Rovers ausgeliehen. Im Sommer 2009 wechselte er schließlich zu Al Shabab in die Vereinigten Arabischen Emirate. Dort blieb er verbrachte er sechs Spielzeiten und absolvierte über 100 Ligaspiele. Zur Saison 2016/17 wechselte zu Ittihad FC nach Saudi-Arabien; 2020 ging Villanueva nach kurzem Gastspiel bei Al-Fayha in seine Heimat zurück.

### International
Carlos Villanueva hat bisher ein Tor in acht Länderspielen für die Chilenische Fußballnationalmannschaft erzielt. Nach seinem Debüt im Freundschaftsspiel gegen Venezuela am 8. Februar 2007 gehörte er dem Team etwa ein Jahr an und kam auch im Rahmen der Copa América 2007 zum Einsatz, wo er im Auftaktspiel gegen Ecuador den 3:2-Siegtreffer in der 86. Spielminute erzielte. Danach wurde Villanueva vorerst nicht berücksichtigt. Am 9. Oktober 2010 feierte er im Freundschaftsspiel gegen die Vereinigten Arabischen Emirate sein Comeback.